# By the Sun's Rays
By the Sun's Rays is een Amerikaanse western/detectivefilm uit 1914. De film is geregisseerd door Tod Browning. De hoofdrollen worden gespeeld door Murdock MacQuarrie en Lon Chaney.
De film heeft de status van publiek domein en kan dus legaal worden gedownload en verspreid.

## Verhaal
Het verhaal speelt zich af in een mijnwerkersstadje in het Wilde Westen. Mijnbaas John Davis wordt geplaagd door overvallen van bandieten, iedere keer dat er een lading goud wordt vervoerd.
Hij vermoedt dat er opzet in het spel is en roept de hulp in van detective John Murdock.

## Rolverdeling
| Acteur                | Personage               |
| --------------------- | ----------------------- |
| Murdock MacQuarrie    | Detective John Murdock  |
| Lon Chaney sr.        | Frank Lawler, the clerk |
| Seymour Hastings      | John Davis              |
| Agnes Vernon          | Dora Davis              |
| Richard (Dick) Rosson | a bandit                |
| Eddie Lyons           |                         |

## Verwijzingen
- (en)   By the Sun's Rays in de Internet Movie Database
- By the Sun Rays op Internet Archive